# ティモシー・ボンド
ティモシー・ボンド(Timothy Bond、1989年10月25日 - )は、NPC・ワイカトラグビーユニオンに所属しているラグビー選手。

## プロフィール
- ニュージーランド・クライストチャーチ出身[1]。
- ポジションはロック(LO)。
- 身長 194cm、体重 113kg
- 愛称はボンディ。
- 日本A代表に選ばれたことがある。

## 略歴
5歳からラグビーを始めた。
クライストチャーチボーイズ高校、帝京大学を経て、2012年、サントリーサンゴリアスに加入。同年9月22日に行われたジャパンラグビートップリーグ第4節キヤノンイーグルス戦に途中出場で公式戦初出場を果たした。
2013年、サントリーサンゴリアスを退団後ベイ・オブ・プレンティを経て、2016年、サンウルブズの2016年度スコッドに選ばれた。
その後ノースランドを経て、2018年、ワイカトに加入。